# Sclérose latérale amyotrophique juvénile
La sclérose latérale amyotrophique juvénile est une sclérose latérale amyotrophique d'origine génétique se caractérisant par :
- Un début dans l'enfance (vers 7 ans mais possible entre 3 et 20 ans)
- Une spasticité des muscles du visage avec rire incontrôlé et élocution difficile, une démarche spastique et parfois une atrophie moyenne des muscles des jambes et des mains
- Une absence de fasciculations musculaires, des troubles vésicales et des troubles sensorielles
- Une dépendance totale parfois avant 20 ans
- Les fonctions intellectuelles peuvent être atteintes.

## Sources
- (en) Online Mendelian Inheritance in Man, OMIM (TM). Johns Hopkins University, Baltimore, MD. MIM Number:205100
- (en) Enrico S Bertini, Eleonore Eymard-Pierre, Odile Boespflug-Tanguy, Koji Yamanaka, Don W Cleveland, ALS2-Related Disorders In GeneTests: Medical Genetics Information Resource (database online). Copyright, University of Washington, Seattle. 1993-2005